# Stephanopachys quadricollis
Stephanopachys quadricollis är en skalbaggsart som först beskrevs av Fairmaire in Marseul 1878.  Stephanopachys quadricollis ingår i släktet Stephanopachys och familjen kapuschongbaggar. Arten förekommer tillfälligt i Sverige, men reproducerar sig inte. Inga underarter finns listade i Catalogue of Life.

## Bildgalleri

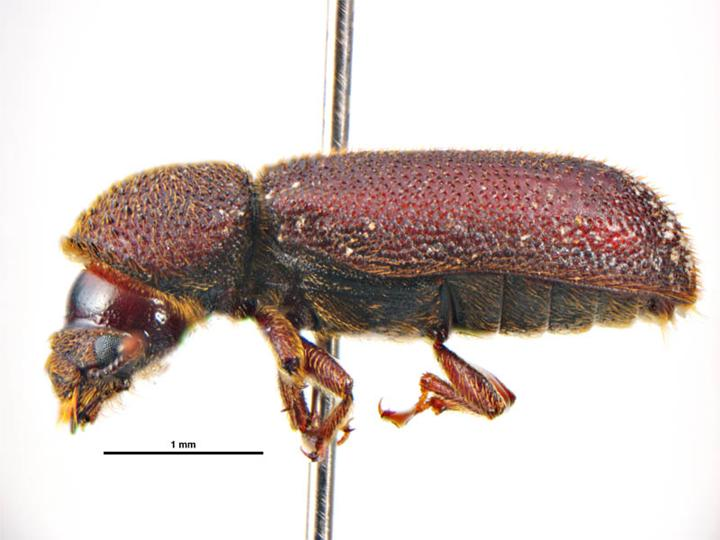